# Clorur d'oxigen
El clorur d'oxigen o monoclorur d'oxigen és un radical químic amb la fórmula OCl. Juga un important paper en el procés de la pèrdua d'ozó. En l'estratosfera, els àtoms de clor reaccionen amb les molècules d'ozó per a formar clorur d'oxigen i dioxigen.
Cl· + O
3 → OCl· + O
2
Aquesta reacció causa l'esgotament de la capa d'ozó. Aquesta reacció pot continuar i els radicals OCl· continuant la reacció d'aquesta manera: 
ClO· + O· → Cl· + O
2
regenerant el radical clor. La reacció completa és catalitzada pel clor i finalment el clor resta sense canvis. La reacció completa és:
O· + O
3 → + 2O
2
Aquesta ha tingut un impacte significatiu en l'ús de CFCs a l'estratosfera superior. La natura no reactiva dels CFCs els permet passar a l'estratosfera, on ells experimenten fotodissociació per a formar els radicals Cl. Aquests ràpidament formen monòxid de clor, i aquest cicle continua fins que dos radicals reaccionen per formar diòxid de diclor, acabant la reacció radical. Com que la concentració en l'atmosfera dels CFCs és molt baixa, la probabilitat d'una reacció terminal és molt baixa, cosa que implica que cada radical pot decompondre molts milers de molècules d'ozó.